# Vins de Vénétie

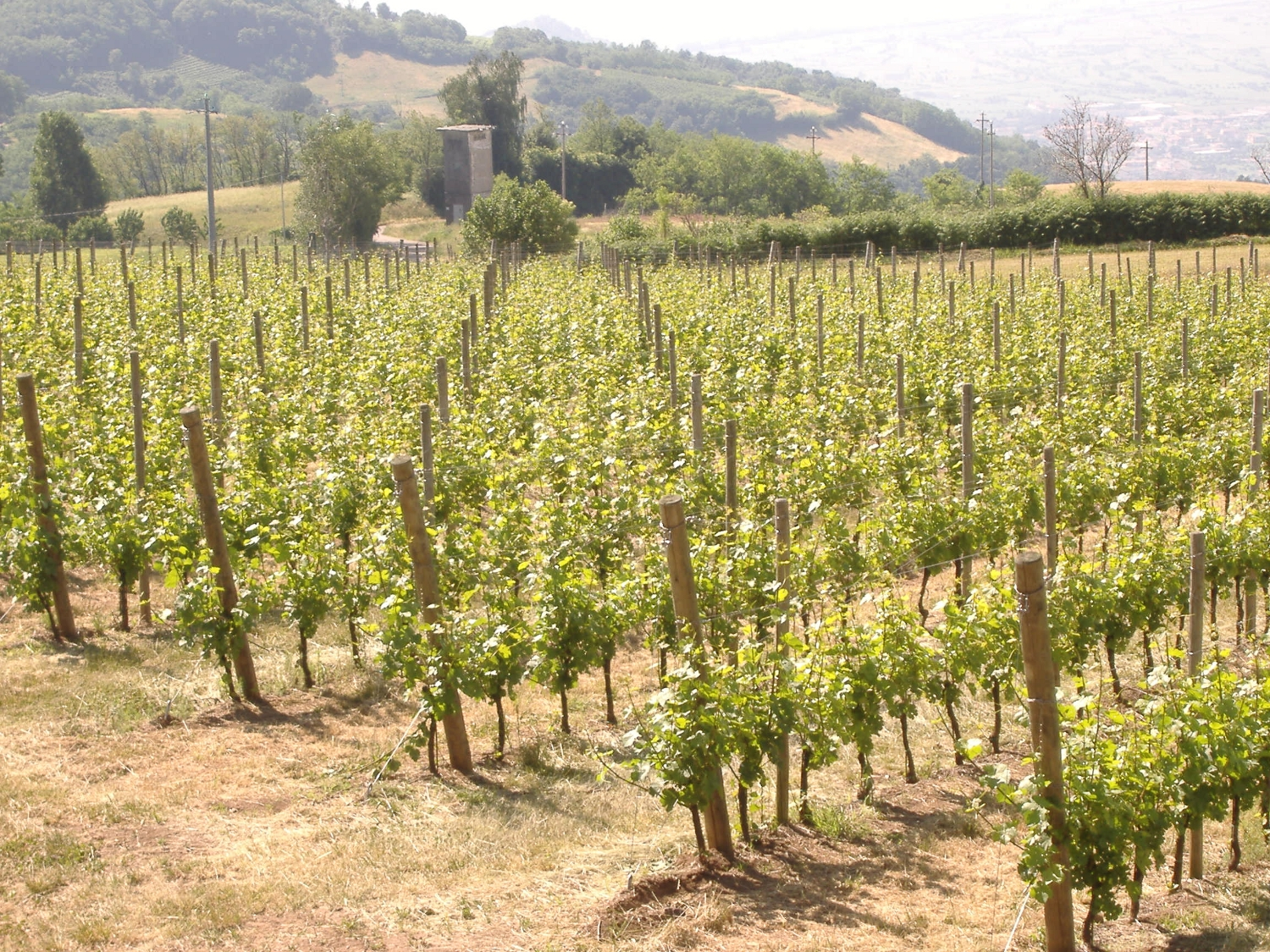
Une vigne de Vénétie.

La Vénétie est une région viticole du nord-est de l'Italie. Les appellations les plus connues sont Amarone della Valpolicella, Bardolino, Prosecco, Soave et Valpolicella.
La Vénétie comporte officiellement 14 vins DOCG depuis le 23/10/2012, ce qui en fait la deuxième région la plus dotée derrière le Piémont (16 DOCG) et devant la Toscane (11 DOCG).

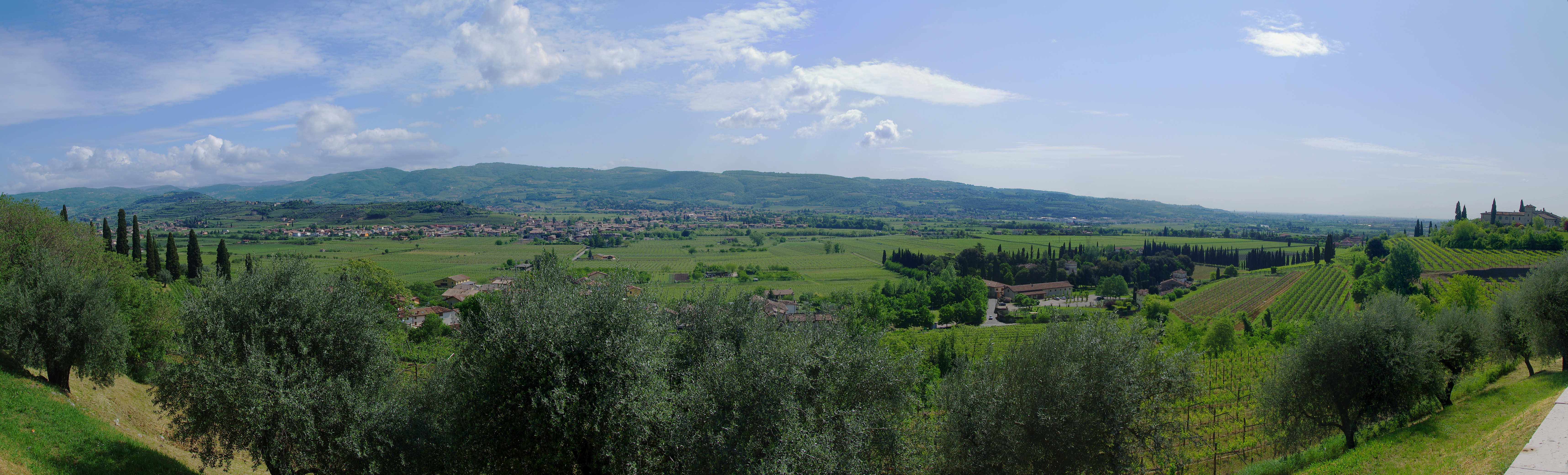
Un paysage viticole de Vénétie.

## Les différentes appellations

### Vins enDOCG
Les 14 appellations DOCG et leurs différentes typologies:
- Amarone della Valpolicella
- Bagnoli Friularo
  - Bagnoli Friularo classico
  - Bagnoli Friularo classico passito
  - Bagnoli Friularo classico riserva
  - Bagnoli Friularo classico vendemmia tardiva
  - Bagnoli Friularo passito
  - Bagnoli Friularo riserva
  - Bagnoli Friularo vendemmia tardiva
- Bardolino superiore
- Colli Asolani (Prosecco)
  - Colli Asolani - prosecco
  - Colli Asolani - prosecco frizzante
  - Colli Asolani - prosecco spumante superiore
- Colli di Conegliano
  - Colli di Conegliano bianco
  - Colli di Conegliano Refrontolo
  - Colli di Conegliano Refrontolo passito
  - Colli di Conegliano rosso
  - Colli di Conegliano rosso riserva
  - Colli di Conegliano Torchiato di Fregona
- Colli Euganei Fior d'Arancio
  - Colli Euganei Fior d'Arancio
  - Colli Euganei Fior d'Arancio passito
  - Colli Euganei Fior d'Arancio spumante
- Lison
  - Lison
  - Lison classico
- Montello
  - Montello superiore
- Piave Malanotte
- Conegliano-Valdobbiadene (Prosecco)
  - Prosecco di Conegliano-Valdobbiadene tranquillo
  - Prosecco di Conegliano-Valdobbiadene frizzante
  - Prosecco di Conegliano-Valdobbiadene spumante
  - Prosecco di Conegliano-Valdobbiadene Superiore di Cartizze
    - Spumante, ou plus rarement frizzante.
- Recioto della Valpolicella
  - Recioto della Valpolicella
  - Recioto della Valpolicella classico
  - Recioto della Valpolicella Valpantena
  - Recioto della Valpolicella spumante
  - Recioto della Valpolicella spumante Valpantena
- Recioto di Gambellara
- Recioto di Soave
  - Recioto di Soave classico
  - Recioto di Soave spumante
- Soave superiore

### Vins enDOC
- Arcole
- Bagnoli di Sopra
  - Bagnoli
  - Bagnoli di Sopra bianco
  - Bagnoli di Sopra Cabernet
  - Bagnoli di Sopra Cabernet classico
  - Bagnoli di Sopra Friularo
  - Bagnoli di Sopra Friularo classico
  - Bagnoli di Sopra Friularo riserva
  - Bagnoli di Sopra Merlot
  - Bagnoli di Sopra Merlot classico
  - Bagnoli di Sopra Merlot riserva
  - Bagnoli di Sopra passito
  - Bagnoli di Sopra rosato
  - Bagnoli di Sopra rosso
  - Bagnoli di Sopra spumante
- Bardolino
  - Bardolino Chiaretto
  - Bardolino Chiaretto spumante
  - Bardolino classico
  - Bardolino classico Chiaretto spumante
  - Bardolino novello
- Bianco di Custoza
- Breganze
  - Breganze bianco
  - Breganze bianco superiore
  - Breganze Cabernet
  - Breganze Cabernet riserva
  - Breganze Cabernet Sauvignon
  - Breganze Cabernet Sauvignon riserva
  - Breganze Cabernet Sauvignon superiore
  - Breganze Cabernet superiore
  - Breganze Chardonnay
  - Breganze Chardonnay superiore
  - Breganze Marzemino
  - Breganze Marzemino riserva
  - Breganze Marzemino superiore
  - Breganze Pinot Bianco
  - Breganze Pinot bianco superiore
  - Breganze Pinot grigio
  - Breganze Pinot grigio superiore
  - Breganze Pinot nero
  - Breganze Pinot nero riserva
  - Breganze Pinot nero superiore
  - Breganze rosso
  - Breganze rosso riserva
  - Breganze rosso superiore
  - Breganze Sauvignon
  - Breganze Sauvignon superiore
  - Breganze Torcolato
  - Breganze Torcolato riserva
  - Breganze Vespaiolo
  - Breganze Vespaiolo superiore
- Colli Berici
  - Colli Berici Barbarano
  - Colli Berici Cabernet
  - Colli Berici Cabernet riserva
  - Colli Berici Chardonnay
  - Colli Berici Garganega
  - Colli Berici Merlot
  - Colli Berici Pinot Bianco
  - Colli Berici Sauvignon
  - Colli Berici spumante
  - Colli Berici Tocai Italico
  - Colli Berici Tocai Rosso
- Colli Euganei
  - Colli Euganei bianco
  - Colli Euganei bianco spumante
  - Colli Euganei Cabernet
  - Colli Euganei Cabernet franc
  - Colli Euganei Cabernet franc riserva
  - Colli Euganei Cabernet riserva
  - Colli Euganei Cabernet Sauvignon
  - Colli Euganei Cabernet Sauvignon riserva
  - Colli Euganei Chardonnay
  - Colli Euganei Chardonnay spumante
  - Colli Euganei Merlot
  - Colli Euganei Merlot riserva
  - Colli Euganei Moscato
  - Colli Euganei Moscato spumante
  - Colli Euganei novello
  - Colli Euganei Pinello
  - Colli Euganei Pinot Bianco
  - Colli Euganei Pinot Bianco spumante
  - Colli Euganei rosso
  - Colli Euganei rosso riserva
  - Colli Euganei Serprino
  - Colli Euganei tai
- Gambellara
  - Gambellara classico
  - Gambellara Vin Santo
  - Gambellara Vin Santo classico
- Garda
  - Garda Barbera
  - Garda Cabernet
  - Garda Cabernet Sauvignon
  - Garda Chardonnay
  - Garda Chardonnay frizzante
  - Garda Cortese
  - Garda Corvina
  - Garda frizzante
  - Garda Garganega
  - Garda Groppello riserva
  - Garda Marzemino
  - Garda Merlot
  - Garda Pinot Bianco
  - Garda Pinot Grigio
  - Garda Pinot Nero
  - Garda Riesling
  - Garda Riesling Italico
  - Garda Sauvignon
  - Garda spumante
  - Garda spumante rosé
  - Garda Tocai Friulano
- Lessini Durello
  - Lessini Durello spumante
  - Lessini Durello superiore
- Lison Pramaggiore
  - Lison Pramaggiore Cabernet
  - Lison Pramaggiore Cabernet franc
  - Lison Pramaggiore Cabernet franc riserva
  - Lison Pramaggiore Cabernet riserva
  - Lison Pramaggiore Cabernet Sauvignon
  - Lison Pramaggiore Cabernet Sauvignon riserva
  - Lison Pramaggiore Chardonnay
  - Lison Pramaggiore Merlot
  - Lison Pramaggiore Merlot riserva
  - Lison Pramaggiore Merlot rosato
  - Lison Pramaggiore Pinot Bianco
  - Lison Pramaggiore Pinot Grigio
  - Lison Pramaggiore Riesling Italico
  - Lison Pramaggiore Sauvignon
  - Lison Pramaggiore Tocai Italico
  - Lison Pramaggiore Verduzzo
- Lugana
  - Lugana spumante
  - Lugana superiore
- Monte Lessini
  - Monti Lessini bianco
  - Monti Lessini Durello
  - Monti Lessini Durello passito
  - Monti Lessini Durello spumante
- Montello e Colli Asolani
  - Montello e Colli Asolani cabernet
  - Montello e Colli Asolani cabernet anche franc e sauvignon superiore
  - Montello e Colli Asolani cabernet franc
  - Montello e Colli Asolani cabernet sauvignon
  - Montello e Colli Asolani chardonnay
  - Montello e Colli Asolani chardonnay spumante
  - Montello e Colli Asolani merlot
  - Montello e Colli Asolani merlot superiore
  - Montello e Colli Asolani pinot bianco
  - Montello e Colli Asolani pinot grigio
- Piave
  - Piave cabernet
  - Piave cabernet riserva
  - Piave cabernet sauvignon
  - Piave Cabernet Sauvignon Riserva
  - Piave chardonnay
  - Piave merlot
  - Piave merlot riserva
  - Piave pinot bianco
  - Piave Pinot Grigio
  - Piave Pinot Nero
  - Piave raboso
  - Piave tai
  - Piave verduzzo
- Prosecco
- Recioto della Valpolicella
  - Recioto della Valpolicella classico
  - Recioto della Valpolicella spumante
- San Martino della Battaglia
  - San Martino della Battaglia liquoroso
- Soave
  - Soave classico
  - Soave spumante
- Valdadige
  - Valdadige bianco
  - Valdadige Chardonnay
  - Valdadige Pinot Bianco
  - Valdadige Pinot Grigio
  - Valdadige rosato
  - Valdadige rosso
  - Valdadige Schiava
- Valpolicella et Valpolicella Ripasso
  - Valpolicella classico
  - Valpolicella classico superiore
  - Valpolicella superiore
  - Valpolicella Valpantena
- Verduzzo

### Vins enIGT

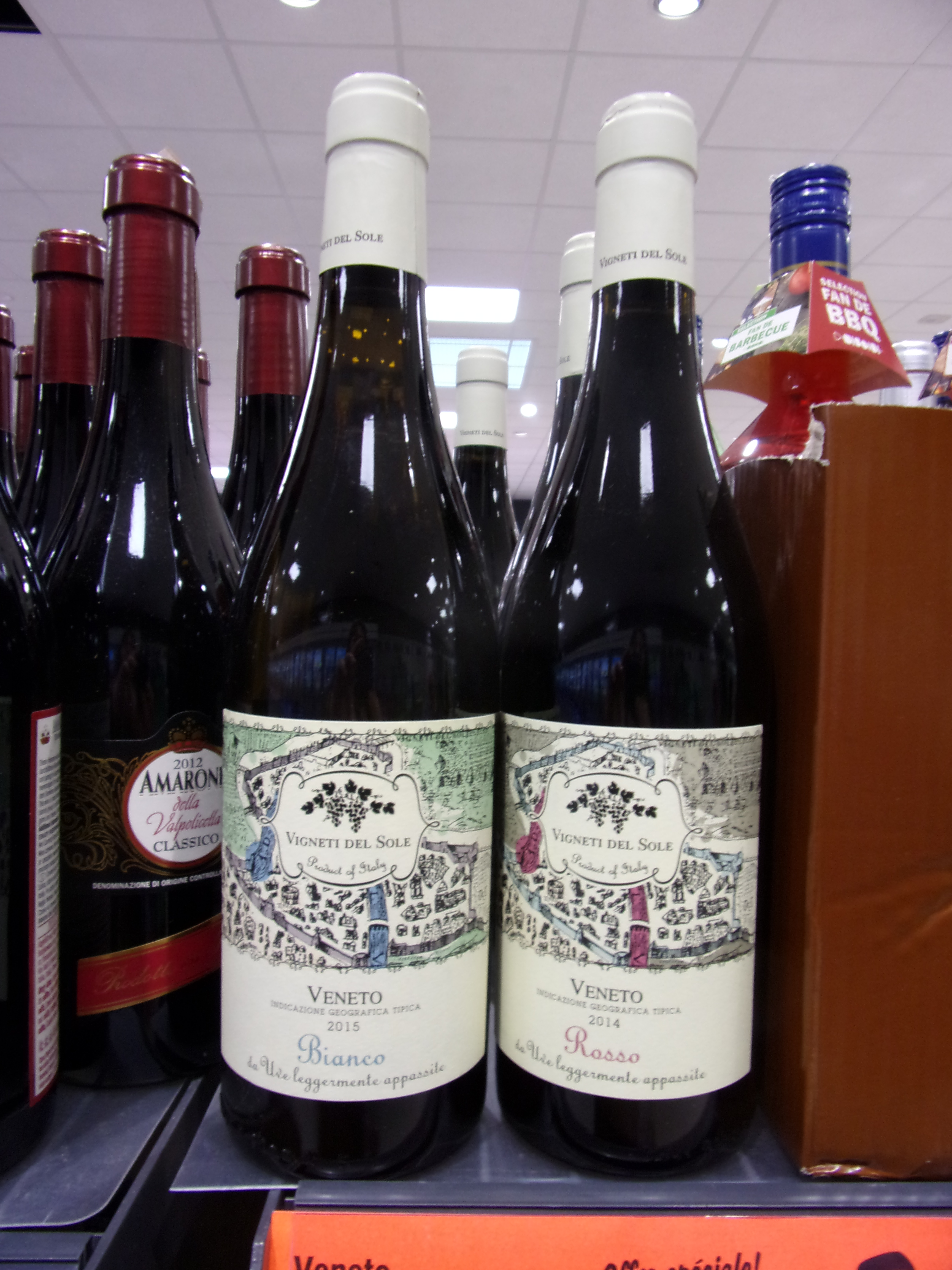
bouteilles d'IGP Veneto, blanc et rouge.

- Depuis 1995:
  - Alto Livenza
  - Colli Trevigiani
  - Conselvano
  - Delle Venezie
  - Marca Trevigiana
  - Provincia di Verona ou Veronese
  - Vallagarina (Vignoble)
  - Veneto
  - Veneto orientale
- Depuis 1997[2]:
  - Vigneti delle Dolomiti